# 玉船橋
玉船橋（たまふねばし）とは、大阪市西区にかつて存在した境川運河に架かっていた橋。境川運河の埋め立てにより橋はなくなったが、現在も東側に交差点名として残っている。
大阪市電の終点としても知られていて、心斎橋方面や今里・難波方面とを結んでいた。心斎橋方面への路線は、のちに大阪市営トロリーバスの路線に置き換わり、玉船橋はトロリーバスの終点でもあった。玉船橋 - 難波 - 今里（5系統）は、阪急東口 - 守口（10系統）とともに大阪市電で最後まで残った路線である。
現在は、大阪シティバスのバス停が存在するのみである。すぐ近くにJR大阪環状線が通っているが、西九条駅と弁天町駅のほぼ中間に位置しており、他の鉄道駅からも離れている地域である。

## 交通機関
- 大阪シティバス：「玉船橋」停留所、「波除第2住宅前」停留所

## 周辺情報
- 波除企業団地
- 安治川
- 安治川トンネル

座標: 北緯34度40分35秒 東経135度27分45秒 / 北緯34.676453度 東経135.462627度